# Alexander Scholz
Alexander Scholz (født 24. oktober 1992) er en dansk-tysk fodboldspiller, der spiller for den japanske klub FC Tokyo.
Alexander Scholz er fra fødslen tysk statsborger, men har i dag dansk statsborgerskab. Han er født i København, men er opvokset i landsbyen Daugaard lidt uden for Hedensted.[kilde mangler]

## Klubkarriere
Alexander Scholz startede med at spille fodbold i barndomsklubben Hedensted IF. Han var elev på Vejle Idrætsefterskole i 2007-2008, hvor han var på fodboldlinjen.

### Vejle Boldklub
Fra 2010 til 2011 var Alexander Scholz en del af Vejle Boldklubs 1. holds trup , indtil han mistede lysten til fodbold og blev fritstillet af klubben. Scholz genfandt imidlertid fodboldglæden, og efter et ophold i Island skrev han kontrakt med Lokeren.

### Belgien
I den belgiske klub Lokeren gjorde Alexander Scholz sig særligt bemærket i 2014 i den belgiske pokalfinale ved at score det afgørende mål i en 1-0 sejr. Efter to sæsoner hos Lokeren skiftede Scholz til Standard Liège, og i januar 2018 skiftede han igen, denne gang til Club Brugge, hvor han samme år blev belgisk mester.

### FC Midtjylland
I august 2018 hentede FC Midtjylland Scholz til klubben på en femårig kontrakt. I FC Midtjylland opnåede Alexander Scholz kultstatus i klubben & var bl.a. i de 3 sæsoner han nåede med til at vinde klubben første pokaltitel hvor Scholz ovenikøbet scorede det afgørende mål i straffesparkskonkurrencen mod Brøndby IF i Parken, siden har Scholz også været med til at hente klubbens tredje DM titel samt været med til at spille FCM i Champions League Gruppespillet for første gang i klubbens historie.

### Urawa Red Diamonds
Mandag d.31.Maj.2021. meddelte FC Midtjylland i pressemeddelelse at man har solgt Alexander Scholz til Japanske Urawa Red Diamonds
Alexander Scholz bliver i den japanske klub holdkammerat med Kasper Juncker.

## Landsholdskarriere
Han har været inde omkring de danske ungdomslandshold ad flere omgange.
I november 2020 efterudtaget til A-landsholdet.

## Spillestil
Som spillertype bliver Alexander Scholz ofte sammenlignet med sin far, Kent Scholz, der tidligere har spillet i Vejle Boldklub. Scholz er en forudseende og teknisk dygtig forsvarsspiller, der er er god til at deltage i det opbyggende spil.